# Nolan Jones
Nolan Allen Jones (Langhorne, Pensilvania, 7 de mayo de 1998), más conocido como Nolan Jones, es un jugador profesional estadounidense de béisbol que se desempeña en la posición de jardinero izquierdo en Colorado Rockies, equipo de las Grandes Ligas de Béisbol (MLB).

## Carrera
Jones hizo su debut en la MLB con el equipo Cleveland Guardians, en el cual jugó una temporada (2022), después pasó a Colorado Rockies, donde lleva jugando dos temporadas.